# Kanchrapara
Kanchrapara ist eine Stadt im indischen Bundesstaat Westbengalen mit 129.576 Einwohnern (Volkszählung 2011). Sie liegt im Distrikt Uttar 24 Pargana und befindet sich in der Nähe von Kolkata. Die Stadt ist auf einem ehemaligen Sumpfgebiet errichtet und wuchs aufgrund seiner günstigen Lage in der Metropolregion Kolkata zu einer Großstadt heran.

## Bevölkerung
Der Anstieg der städtischen Bevölkerungszahlen beruht im Wesentlichen auf der Zuwanderung von Familien aus ländlichen Regionen.
| Jahr      | 1901   | 1951   | 1991   | 2001    | 2011    |
| Einwohner | 10.332 | 56.668 | 98.816 | 135.198 | 129.576 |

Kanchrapara hat ein Geschlechterverhältnis von 982 Frauen pro 1000 Männer und damit einen für Indien häufigen Männerüberschuss. Die Stadt hatte 2011 eine Alphabetisierungsrate von 90,06 % (Männer: 93,98 %, Frauen: 86,08 %).  Die Alphabetisierung liegt damit weit über dem nationalen Durchschnitt und dem von Westbengalen. Knapp 97,6 % der Bevölkerung sind Hindus, ca. 1,4 % sind Muslime, ca. 0,6 % sind Christen und ca. 0,4 % gaben keine Religionszugehörigkeit an oder praktizierten andere Religionen. 7,7 % der Bevölkerung sind Kinder unter 6 Jahre. 26,0 % leben in Slums und Elendsviertel.

## Infrastruktur
Die Stadt verfügt über einen Bahnhof, die sie mit Kolkata und dem Rest Indiens verbinden.